# Jirō Taniguchi

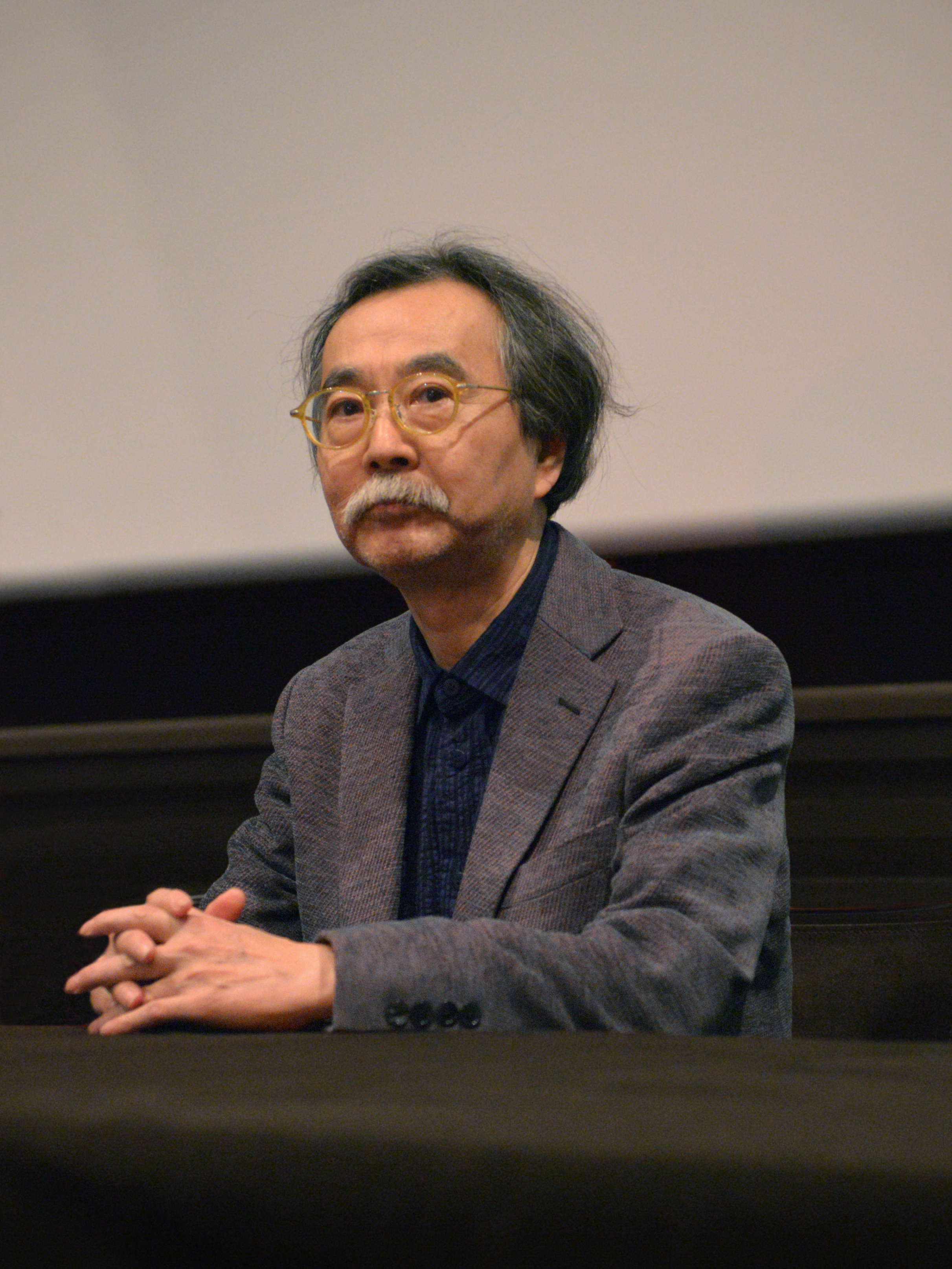
Jirō Taniguchi (Angoulême, 2015)

Jirō Taniguchi (japanisch 谷口 ジロー, Taniguchi Jirō; bürgerliche Schreibweise: 谷口 治郎; * 14. August 1947 in Tottori, Präfektur Tottori; † 11. Februar 2017) war ein japanischer Mangaka.

## Werdegang
Jirō Taniguchi begann mit 19 Jahren seine Karriere als Assistent von Kyūta Ishikawa, einer der damaligen Vertreter des Gekiga, der Gattung ernsthafterer, an ein erwachsenes Publikum gerichteter Manga. Ishikawa schuf Geschichten mit Tierfiguren, die auf klassischen japanischen Erzählungen beruhen und pflegte einen realistischen Stil. Nach sechs Jahren bei Ishikawa zog Taniguchi Anfang der 1970er Jahre aus der japanischen Provinz nach Tokio. Sein erstes Werk Kareta heya erschien 1972 im Mangamagazin Young Comics. Bereits 1974 wurde er für den Shōgakukan-Manga-Preis nominiert. Ab 1976 arbeitete er mehrfach gemeinsam mit Natsuo Sekikawa, der für ihn Detektivgeschichten und andere Genre-Manga schrieb, und setzte auch Texte anderer Autoren um. In dieser Zeit wurde er stark von frankobelgischen Comics beeinflusst, vor allem von Moebius’ Die hermetische Garage. In den 1980er-Jahren löste er sich von klassischen Manga-Genres wie Boxer- oder Samurai-Geschichten und schuf mit Sekikawa mit der fünfteiligen Serie „Botchan“ no Jidai über Natsume Soseki, einen Schriftsteller der Meiji-Zeit, eine „neue Form des literarischen Manga“. Danach begann Taniguchi, auch eigene Szenarien als Manga umzusetzen und entwickelte dabei einen eigenen Erzählstil.
Mit Der spazierende Mann wandte er sich 1991 endgültig alltagsbezogenen, realistisch und ruhig erzählten Geschichten zu. Die Auseinandersetzung mit dem frankobelgischen Comic führte zu einer Zusammenarbeit mit Frédéric Boilet, der Taniguchis Werke auf den französischen Comic-Markt brachte. Nach einem Szenario von Moebius entstand 1997 bis 2000 Ikaru, zunächst in Japan bei Kōdansha erschienen. 2009 folgte bei Dargaud das erste original-französische, von Taniguchi gezeichnete Comicwerk nach einem Szenario von Jean-David Morvan (u. a. Spirou und Fantasio und Sillage): das durchgehend farbige Album Printemps aus der auf vier Teile, entsprechend den Jahreszeiten, angelegten Serie Mon année; weitere Bände sind jedoch nicht erschienen.
Taniguchi starb am 11. Februar 2017 an Multiorganversagen im Alter von 69 Jahren.

## Stil und Themen
Jirō Taniguchi beschränkte sich in seinen ersten Arbeiten auf die Darstellung einer rauen Männerwelt. Beeinflusst von frankobelgischen Comics und besonders durch Zeichner wie Mœbius, Bilal und Schuiten sowie die italienischen Zeichner Micheluzzi und Giardino begann er, den in diesen Comics bei der Darstellung von Natur und Personen gezeigten Realismus in seinen eigenen Werken umzusetzen. Viele Zeichnungen kommen ohne Dialoge aus, die ruhige Stimmung wird nur selten von lautmalerischen Elementen unterbrochen. Sein Stil ist geprägt durch „filigrane Striche und prägnante Grauflächen“, so Lars von Törne. Die Hintergründe sind detailliert und realistisch gezeichnet. Taniguchis Stil beruhe, so Andreas Platthaus, auf der ligne claire und er bevorzuge „eine kontemplative Stimmung, die sich in einem ruhigen Arrangement der Einzelbilder artikuliert, und dieses Prinzip einer sachlichen Seitenarchitektur wird noch durch den Verzicht auf spektakuläre Lautmalereien verstärkt“. Im Vergleich zum Werk der Künstler Hokusai und Hiroshige des 19. Jahrhunderts zeigen sich große Ähnlichkeiten in der Betrachtungs- und Darstellungsweise der alltäglichen Welt sowie darin, wie Taniguchi sich von westlichen Künstlern inspirieren ließ. Unter diesem Aspekt betrachtet sei er der „japanischste aller Mangaka“.
Auch sein Erzählstil veränderte sich in den 1980er Jahren zu einer ruhigen Darstellung alltäglicher Situationen, der Natur und der Tierwelt, für die er oft die Erzählform der Kurzgeschichte nutzt. Geschichten aus dem Alltag wie Der spazierende Mann oder Ein Zoo im Winter sind autobiografisch inspiriert. Taniguchi lebte und arbeitete im Tokioter Vorort Kokubunji, sodass meist die ruhigeren Vororte Ort der Handlung sind und nicht die dichte, hektische Innenstadt. Jedoch entsprechen viele der dargestellten Begebenheiten nicht genau Taniguchis Erleben, sondern wurden ausgeschmückt oder verfremdet. In seinen ab Ende der 1980er Jahre erschienenen Werken sind das autobiografische Element, das alltägliche Geschehen und der objektive Blickwinkel seines Erzählstils charakteristisch und Ausdruck des Einflusses europäischer Comics.

## Arbeitsweise
Zu Beginn seiner Arbeit entwickelte er die Geschichte und recherchierte stets zu den Handlungsorten, machte Fotos vor Ort oder suchte Archive auf. Aus der Geschichte heraus entwickelte Taniguchi die Figuren. Diese Arbeitsweise wandte er zuerst bei „Botchan“ no Jidai an. „Die Festlegung der Panels, Bleistiftzeichnungen und das Tuschen der Figuren machte Taniguchi selbst. Die detaillierte Zeichnung des Hintergrunds in Tusche, auf Grundlage von Fotos und anderen Vorlagen, sowie das Aufbringen der Rasterfolie übernahm sein Assistent.“ „An der Arbeit als Zeichner für andere Autoren schätzte er, dass er das Szenario vorgegeben bekam und so Einblick in eine fremde Welt erhielt, anstatt zu sehr in seiner eigenen gefangen zu sein. Auch war Taniguchi später oft unzufrieden über selbst geschriebene Szenarien.“

## Auszeichnungen
Im Jahr 1992 wurde Taniguchi mit dem Shōgakukan-Manga-Preis ausgezeichnet. Für Botchan no Jidai erhielt er 1998 gemeinsam mit Natsuo Sekikawa den Osamu-Tezuka-Kulturpreis. Als erster Japaner erhielt er 2003 den Alph'Art, der auf dem Comicfestival in Angoulême verliehen wird. 2005 erhielt er für Der spazierende Mann erneut den Osamu-Tezuka-Kulturpreis. Sein Werk Vertraute Fremde wurde in Deutschland 2007 als erster Manga zum Comic des Jahres gewählt und auf dem Comic-Salon Erlangen 2008 mit dem Max-und-Moritz-Preis als Bester Manga prämiert.
Am 15. Juli 2011 wurde Taniguchi zum Chevalier des Arts et des Lettres ernannt. Aus diesem Grund benannte das Saji-Astro-Park-Observatorium seiner Heimatstadt am 27. Februar 2012 einen von ihnen entdeckten Asteroiden ihm zu Ehren: (88071) Taniguchijiro.
Auf dem Comic-Salon Erlangen im Mai 2016 wurde Taniguchi und seinem Werk die Ausstellung „Jirō Taniguchi – Der träumende Mann“ gewidmet. Sie fand im Großen Saal des Kongresszentrums Heinrich-Lades-Halle statt.

## Werke
Jirō Taniguchi genießt in Japan großes Ansehen. In Europa ist er vor allem in Frankreich bekannt, da seine Werke bereits ab 1995 von Casterman und Dargaud in französischer Sprache veröffentlicht wurden. Im deutschsprachigen Raum ist erst 2006 mit dem Kurzgeschichtenband Der Wanderer im Eis der erste Titel erschienen. Dies liegt womöglich an Taniguchis „westlichem“ Stil und der Fokussierung deutscher Manga-Veröffentlichung auf besonders „japanisch“ wirkende Werke. Mit Vertraute Fremde von Regisseur Sam Garbarski wurde 2010 erstmals ein Werk Taniguchis verfilmt.
- 1972: Kareta Heya (嗄れた部屋)
- 1979: Lindo 3! (リンド!3), Szenario: Natsuo Sekikawa
- 1980: Mubōbi Toshi (無防備都市), Szenario: Natsuo Sekikawa
- 1981: Jiken-ya Kagyō (事件屋稼業; dt. Trouble is my business, Schreiber & Leser, 2014), Szenario: Natsuo Sekikawa
- 1982: Ao no Senshi (青の戦士), Szenario: Garon Tsuchiya (dt. Blue Fighter, Schreiber & Leser, 2020)
- 1982: Hunting Dog (ハンティングドッグ)
- 1983: Knuckle Wars: Ken no Ran (ナックルウォーズ 拳の乱), Szenario: Garon Tsuchiya
- 1983: Shin Jiken-ya Kagyō (新・事件屋稼業), Szenario: Natsuo Sekikawa
- 1983: Live! Odyssey (LIVE!オデッセイ), Szenario: Garon Tsuchiya
- 1984: Rudo Boy (ルードボーイ), Szenario: Garon Tsuchiya
- 1985: Enemigo (dt. ebenso, Schreiber & Leser, 2013), Text: M.A.T.
- 1986: Blanca (ブランカ)
- 1987: „Botchan“ no Jidai (「坊っちゃん」の時代), Szenario: Natsuo Sekikawa
- 1988: K, Szenario: Jirō Tōzaki
- 1988: Ice Age Chronicle of the Earth: Chikyū Hyōkai Jiki (ICE AGE CHRONICLE OF THE EARTH 地球氷解事紀; dt. Ice Age Chronicle of the Earth, Schreiber & Leser, 2017)
- 1990: Genjū Jiten (原獣事典)
- 1990: Garōden (餓狼伝; dt. Wie hungrige Wölfe, Schreiber & Leser, 2012), Szenario: Baku Yumemakura
- 1991: Samurai Non Grata (サムライ・ノングラータ), Szenario: Toshihiko Yahagi
- 1992: Aruku Hito (歩く人; dt. Der spazierende Mann, Carlsen, 2009)
- 1992: Kaze no Shō (風の抄; dt. Die Schrift des Windes, Carlsen, 2020), Szenario: Hiroshi Koyama
- 1993: Keyaki no Ki (けやきのき; dt. Von der Natur des Menschen, Carlsen, 2009)
- 1994: Chichi no Koyomi (父の暦; dt. Die Sicht der Dinge, Carlsen, 2008)
- 1996: Benkei in New York, Szenario: Jimpachi Mōri (dt. Benkei in New York, Schreiber & Leser, 2020)
- 1996: Blanca II
- 1997: Ikaru (イカル), Szenario: Jean Giraud (dt. Ikarus, Schreiber & Leser, 2016)
- 1997: Kodoku no Gurume (孤独のグルメ; dt. Der Gourmet – Von der Kunst allein zu genießen, Carlsen, 2014), Szenario: Masayuki Kusumi
- 1998: Haruka na Machi e (遥かな町へ; dt. Vertraute Fremde, Carlsen, 2007)
- 1999: Sōsakusha (dt. Die Stadt und das Mädchen, Schreiber & Leser, 2007)
- 2000: Kamigami no Itadaki (神々の山嶺; dt. Gipfel der Götter, Schreiber & Leser, 2007–2008, 5 Bände), Szenario: Baku Yumemakura
- 2002: Ten no Takaku (天の鷹; dt. Sky Hawk, Schreiber & Leser, 2010)
- 2005: Seton (シートン), Text: Yoshiharu Imaizumi
- 2005: Hare Yuku Sora (dt. Bis in den Himmel, Schreiber & Leser, 2009)
- 2006: Sampo Mono (dt. Der geheime Garten vom Nakano Broadway, Carlsen, 2012), Szenario: Masayuki Kusumi
- 2007: Mahō no Yama
- 2008: Fuyu no Dōbutsuen (冬の動物園; dt. Ein Zoo im Winter, Carlsen, 2010)
- 2008: Sensei no Kaban (センセイの鞄; dt. Der Himmel ist blau, die Erde ist weiß, Carlsen, 2011, 2 Bände), Adaption des gleichnamigen Romans von Hiromi Kawakami
- 2009: Mon année 1: Printemps, Szenario: Jean-David Morvan
- 2010: Nazuke Enumono (名づけえぬもの)
- 2011: Furari. (ふらり.; dt. Der Kartograph, Carlsen, 2013)
- 2012: Ryoken Tantei, Szenario: Itsura Inami (dt. Jäger, Schreiber & Leser, 2018–2019, 2 Bände)
- 2014: Tomoji (とも路; dt. Ihr  Name war Tomoji, Carlsen, 2016)
- 2014: Venice (dt. Venedig, Carlsen, 2017)
- 2014: Chitose no tsubasa, hyaku nen no yume (千年の翼、百年の夢; dt. Die Wächter des Louvre. Carlsen, Hamburg 2015, ISBN 978-3-551-76319-8)

Kurzgeschichtensammlungen:
- 1980: Ōinaru Yasei (大いなる野生)
- 1984: Seifū wa Shiroi (西風は白い)
- 1985: Shin Ōinaru Yasei (新・大いなる野生)
- 1986: Hotel Harbour-View (海景酒店 HOTEL HARBOUR-VIEW; dt. Tokio Killers, Schreiber & Leser, 2017), Szenario: Natsuo Sekikawa
- 1992: Inu o Kau (犬を飼う; dt. Träume von Glück, Carlsen, 2008)
- 1994: Mori e (森へ)
- 1999: Tōkyō Genshikō (東京幻視行)
- 2004: Tōdo no Tabibito (凍土の旅人; dt. Der Wanderer im Eis, Schreiber & Leser, 2006)
- 2009: Inu o Kau to 12 no Tampen (犬を飼うと12の短編)
- 2009: Blanca (ブランカ)
- 2009: Kami no Inu (神の犬)
- 2010: Aruku Hito Plus (歩くひとPLUS)
- 2012: Kōya yori: From Wilderness (荒野よりFROM WILDERNESS)